# Kommunikationsebenen
Im Unterricht unterscheidet man drei verschiedene Kommunikationsebenen: Die Inhaltsebene, die Prozessebene und die Beziehungsebene. In jeder Ebene werden verschiedene Botschaften vom Sender zum Empfänger ausgesendet. Körpersprache und verbale Sprache existieren jedoch in allen Kommunikationsebenen.

## Inhaltsebene
In der Inhaltsebene spielt die verbale Sprache zur Übermittlung von Botschaften eine erhebliche Rolle. In dieser Ebene werden reine Sachinhalte vermittelt. Allgemein gilt: je komplexer der zu vermittelnde Inhalt, desto schwerer kann er mithilfe der nonverbalen Sprache dargestellt werden. Zum Beispiel kann man historische Ereignisse oder mathematische Formeln sehr schwer bzw. gar nicht ohne die verbale Sprache vermitteln. Anders bei anschaulicheren Sachverhalten, in der Bildenden Kunst, wo man mithilfe der Hände Maltechniken oder Formen vorführen kann.
Das nonverbale Lehrverhalten kann, in diesem Zusammenhang, zwei Arten des Schülerverhaltens hervorrufen. Zum einen kann der Lehrer durch die Ausstrahlung von Lebhaftigkeit oder Dynamik ein effektives Schülerverhalten hervorrufen. Denn durch die körperlichen Verdeutlichungen von Unterrichtsinhalten erfolgt eine bessere Informationsaufnahme im Gedächtnis der Schüler, der Unterricht ist interessanter und erweckt das Interesse der Schüler. Aus eigener Erfahrung kann man sagen, dass der Lehrer hiermit aber auch das Gegenteil erreichen kann, nämlich eine Ablenkung des Schülers und sogar eine Minderung des Lernerfolges, wenn sein nonverbales Verhalten vorgetäuscht und überzogen wirkt. Mit solch einem Verhalten kann er seinen Unterrichtsinhalt nur schwer für die Schüler zugänglich machen, denn diese sind dadurch irritiert und nicht mehr konzentrationsfähig, da der Lehrer eine permanente Ablenkung provoziert.

## Prozessebene
Auf der Prozessebene spielt der Organisationsprozess des Unterrichts die tragende Rolle. Der Lehrer kann und muss diesen Prozess teilweise regulieren. Dies kann er mit verbalen Aussagen erreichen, wie z. B. ‚Seid etwas leiser!‘. Solche Aussagen sind organisatorische Handlungen, die den Organisationsprozess des Unterrichts steuern. Ohne diese steuernden Maßnahmen wäre eine organisierte Kommunikation im Unterricht unmöglich, sie wäre ein einziges ,Chaos’. Mit Hilfe von paralinguistischen Mitteln, z. B. Lautstärke, Sprechtempo und Stimmhöhe kann der Kommunikationsprozess innerhalb des Unterrichts ebenfalls (verbal) gesteuert werden. Der Gehalt an vokal nonverbal sprachlichen Elementen ist in der Prozessebene höher als in der Inhaltsebene.
Auch die Sitzordnung ist ein Instrument für die Regulation der Unterrichtskommunikation. Eine U-Form-Sitzordnung ist besonders günstig für den Kontakt zwischen den Schülern untereinander und zwischen Schülern und Lehrer. Durch den intensiveren Blickkontakt bei dieser Sitzordnung wird jeder einzelne Schüler in die Klassenaktivitäten miteinbezogen und das Verhalten ist unterrichtsorientierter. Dieser Effekt des direkten Ansehens ist jedoch bei Gruppen- oder Stillarbeiten eher ablenkend, da die Schüler ihre Aufmerksamkeit nicht ihrer Arbeit, sondern dem Gegenüber widmen.

## Beziehungsebene
In der Beziehungsebene werden beispielsweise gefühlsmäßige Zustände (wie z. B. Liebe, Sympathie, Interesse) vermittelt. Diese Vermittlung läuft überwiegend nonverbal ab. In der Beziehungsebene werden meist unbewusst persönliche Beziehungen des Lehrers zu seinen Schülern übermittelt. Deshalb gibt es in dieser Ebene selten ein objektives Verhalten des Lehrers. Konkrete verbale Vermittlungen innerhalb dieser Ebene sind eher selten. Denn sagt man zu einem Schüler „Du bist mir sympathisch“ oder „Ich kann dich nicht leiden“ ist dies zu direkt und wirkt beziehungsstörend. Solche Äußerungen sind in der Regel zu vermeiden, auch wenn sie der Realität entsprechen würden.